# السهيلة (المخادر)

تعديل مصدري - تعديل

السهيلة هي إحدى قرى عزلة المعشار بمديرية المخادر التابعة لمحافظة إب، بلغ تعداد سكانها 146 نسمة حسب تعداد اليمن لعام 2004.